# Jernej Kosi
Jernej Kosi, slovenski zgodovinar *27. december 1982, Maribor

## Življenje in delo
Leta 2006 je diplomiral iz zgodovine ter sociologije kulture na Filozofski fakulteti Univerze v Ljubljani. Istega leta se je zaposlil kot mladi raziskovalec na Oddelku za zgodovino pod mentorstvom dr. Marte Verginella. Leta 2012 je doktoriral z disertacijo z naslovom Nastanek slovenskega nacionalnega gibanja in njegov razvoj do srede 19. stoletja.

## Izbrana bibliografija
- Je bil proces formiranja slovenskega naroda v 19.stoletju res zgolj končni nasledek tisočletne slovenske kontinuitete? V: Zgodovinski časopis 64 (2010), str. 154-175
- O pogojenosti ›nacionalne zgodovine‹ z ›nadnacionalnim‹ -proces formiranja slovenskega naroda kot primer. V: Evropski vplivi na slovensko družbo. Ljubljana 2008, str. 93-101. (Zbrika Zgodovinskega časopisa; 35)
- Poskus prikaza posledic nekaterih strukturnih značilnosti slovenskega zgodovinopisja. V: Agregat: revija za sodobno družbeno politično polemiko 3 (2005), št. 6–7, str. 10–19
- KOSI, Jernej. Nastanek slovenskega nacionalnega gibanja in njegov razvoj do srede 19. stoletja : doktorska disertacija. Ljubljana: [J. Kosi], 2012